# 기하라 미노루 (1969년)

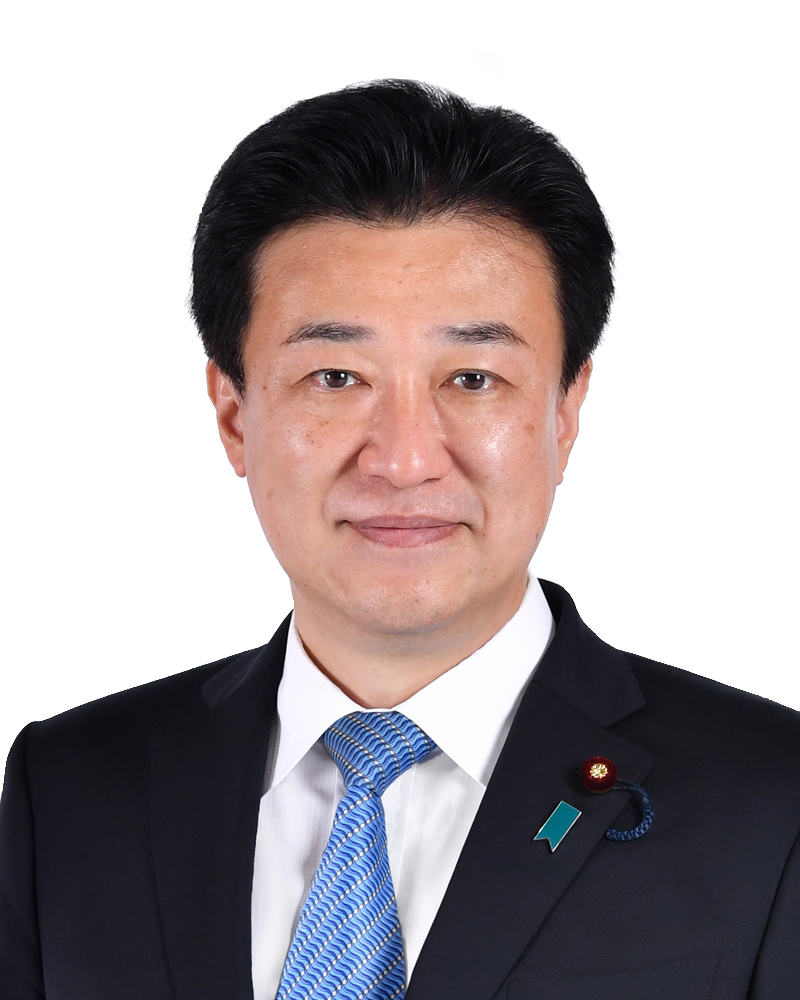
기하라 미노루 (2023년)

기하라 미노루(木原稔)는 일본의 정치인이다. 제25대 방위대신.